# شفرة متداولة
يشير مصطلح الشفرة المتداولة أو الكود البرمجي الجاهز (بالإنجليزية: Boilerplate code)‏ في برمجة الحاسوب إلى أجزاء من الشفرة البرمجية أو النص القياسي التي يجب أن يدرج في العديد من الأماكن داخل البرنامج مع تغيير بسيط أو دون أي تغيير يذكر. وغالبا ما تستخدم عند الإشارة إلى اللغات البرمجية التي تعتبر ذات اسهاب واستفاضة في الشفرة وبالتالي فإن المبرمج يجب أن يكتب الكثير من الشفرات البرمجية للحصول على وظيفة برمجية بسيطة قد يتم عملها بسطر أو سطرين في لغات برمجية أخرى.
الحاجة إلى الشفرة المتداولة والمتكررة يمكن تقليلها عبر تقنيات المستوى العالي مثل البرمجة الوصفية «metaprogramming» (والتي تجعل الحاسوب يكتب تلقائيا الشفرة المتداولة اللازمة أو إدراجها في وقت التصريف - وقت تنفيذ الشفرة) أو عبر النمط الجاهز بدلاً من التهيئة (الذي يوفر القيم الافتراضية بشكل موحد وجاهز وبالتالي الحد من الحاجة إلى تحديد وتهيئة كل إعداد وخيار في المشروع) أو الهندسة المستندة إلى نموذج (والتي توفر مولدات نماذج جاهزة مما يلغي الحاجة لجلب الشفرة المتداولة ونسخها يدويا).
يمكن أن تكون البويلربليتات عبارة عن كود قائم بذاته أو مجموعة من الدوال أو الكلاسات المحددة.